# ジョン・ダルリンプル (第8代ステア伯爵)
第8代ステア伯爵ジョン・ハミルトン・ダルリンプル（英語: John Hamilton Dalrymple, 8th Earl of Stair KT、1771年6月15日 エディンバラ – 1853年1月10日 オクセンフォード城）は、イギリスの軍人、政治家、スコットランド貴族。
フランス革命戦争、ナポレオン戦争に参戦して、1838年には陸軍大将に昇進した。
政治家としてはホイッグ党に属し、庶民院議員（在任：1832年 – 1835年）、スコットランド国璽尚書（在任：1840年 – 1841年、1846年 – 1852年）を歴任、1847年にシッスル勲章を授与された。

## 生涯

### 生い立ち
第4代準男爵サー・ジョン・ダルリンプル（1726年 – 1810年2月26日）と妻エリザベス（Elizabeth、旧姓ハミルトン＝マクギル（Hamilton Makgill）、1737年11月28日洗礼 – 1829年5月4日、トマス・ハミルトン＝マクギルの娘）の四男として、1771年6月15日にエディンバラで生まれた。兄トマス（1770年2月2日没）、ウィリアム（1764年 – 1782年7月29日）、ヒュー（Hew、早世）はいずれも父に先立って死去した。

### 軍歴
1790年2月28日にエンサイン（歩兵少尉）としてイギリス陸軍に入隊、歩兵第40連隊に配属された。1792年4月30日に中尉に昇進した後、1793年4月26日に歩兵第19連隊の大尉に昇進、28日に近衛歩兵第三連隊の中尉に転じた。フランス革命戦争では1794年と1795年のフランドル戦役に参戦した。ナポレオン戦争では1805年のハノーファー遠征、1807年のコペンハーゲンの海戦に参戦した。近衛歩兵第三連隊に配属されていた時期に陸軍における体罰の代替となる刑罰を考案して、初代ウェリントン公爵アーサー・ウェルズリーに提案したことがあった。その後、1808年4月25日に大佐への名誉昇進を果たし、1811年6月4日に少将に昇進した。
1831年7月20日に歩兵第92連隊隊長に任命され、同日に中将に昇進、1838年1月28日に大将に昇進した。1843年5月31日に第46(サウス・デヴォンシャー)歩兵連隊隊長に転じ、1853年に死去するまで務めた。

### 政治家として
1810年2月26日に父が死去すると、準男爵位を継承した。1811年7月、第8代ローダーデイル伯爵ジェームズ・メイトランドの支持を受けて、ホイッグ党候補としてミッドロージアン選挙区の補欠選挙に出馬したが、12票しか得られず落選した。1812年イギリス総選挙では積極的に選挙活動をしたが、リヴァプール伯爵内閣がミッドロージアンとスターリングシャー選挙区の投票日を同日に定めて妨害したほか、有権者の投票権に関する議論が長引いたなどもあって投票を諦める有権者が続出、結局ダルリンプルは46票対56票で落選した。1818年イギリス総選挙でも49票対79票で落選した。3度の選挙を勝ち抜いた第6代準男爵サー・ジョージ・クラークはその後、1832年の総選挙まで無投票で再選し続けた。ホイッグ党有利の情勢である1831年イギリス総選挙ではダルリンプルが第1回選挙法改正への支持を表明して、再度の立候補を検討したが、今度は選管がわざと投票日をパースシャー選挙区と同日に定めて妨害、結局ダルリンプルは立候補を断念した。
1832年イギリス総選挙でホイッグ党候補としてミッドロージアン選挙区から出馬、601票対536票でクラークを破って当選した。しかし、選挙に費やした経費が高すぎたため、1835年イギリス総選挙では出馬せず、議員を退任した。この3年間の議員期においては、1833年奴隷廃止法をめぐり奴隷制度の即時廃止を主張した。
1840年3月28日に遠戚にあたる第7代ステア伯爵ジョン・ウィリアム・ヘンリー・ダルリンプルが死去すると、ステア伯爵位を継承した。1840年4月から1841年9月までと1846年8月から1852年8月までの2度にわたってスコットランド国璽尚書を務めた。
1841年8月16日、連合王国貴族であるエディンバラシャーにおけるカウスランドのオクセンフォード男爵に叙された。この爵位には特別残余権（special remainder）が定められており、初代男爵の男系子孫が断絶した場合はその弟ノース・ダルリンプルおよびその男系子孫が継承する。
1847年6月19日に騎士爵に叙され、7月12日にシッスル勲章を授与された。

### 死去
晩年はミッドロージアンやギャロウェイでの領地管理に注力した。1853年1月10日にオクセンフォード城で死去、クランストン教会（Cranstoun Church）に埋葬された。弟ノースが爵位を継承した。

## 家族
1795年6月23日、ハリエット・ジョンソン（Harriet Johnson、1823年10月16日没、ロバート・オーガスタス・ジョンソンの娘）と結婚したが、2人の間に子供はいなかった。
1825年6月8日、アダミナ・ダンカン（Adamina Duncan、1857年8月1日没、初代ダンカン子爵アダム・ダンカンの娘）と再婚したが、2人の間に子供はいなかった。